# Novozélandská kuchyně

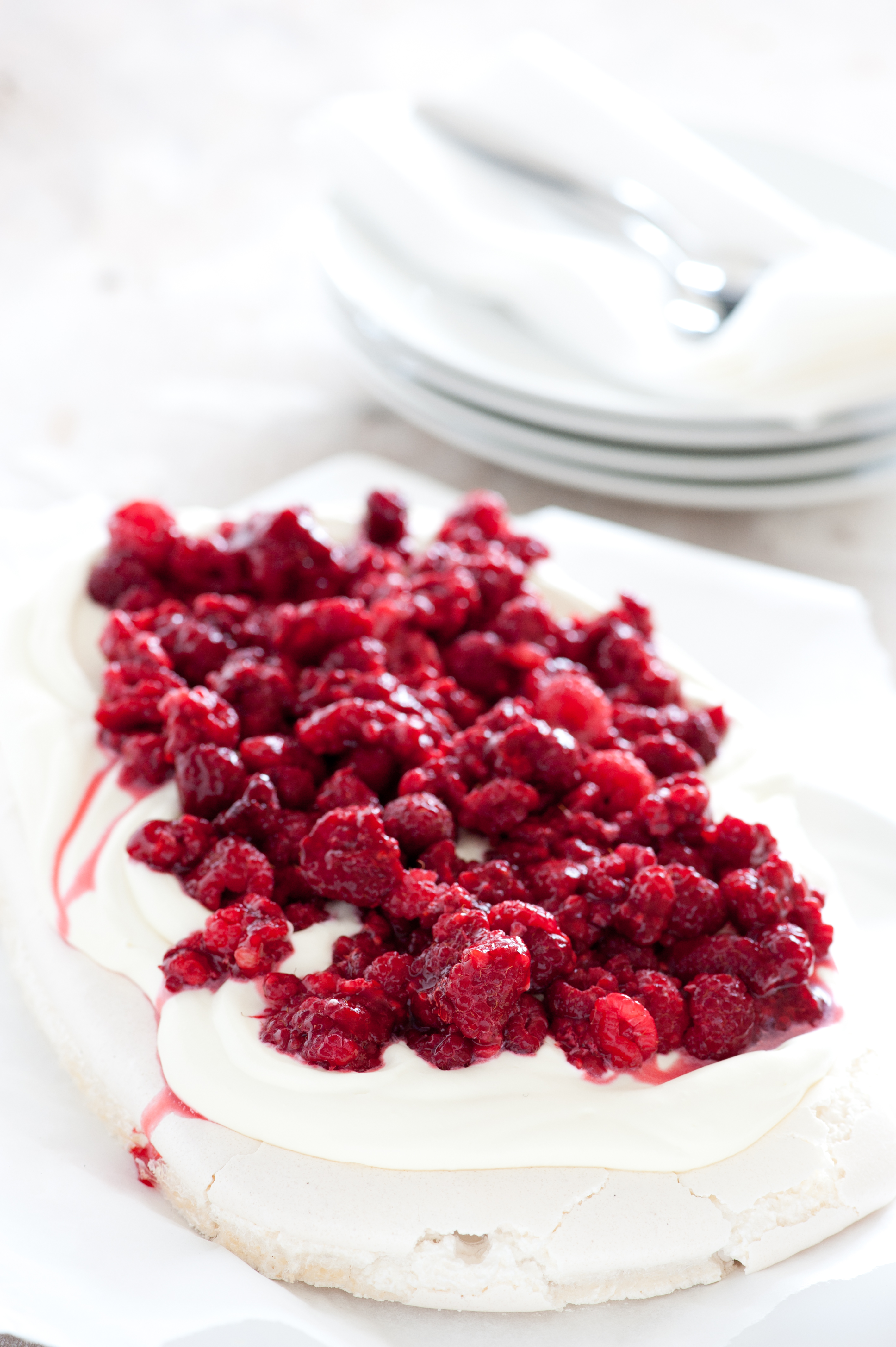
Pavlova, jedna z ikon novozélandské kuchyně

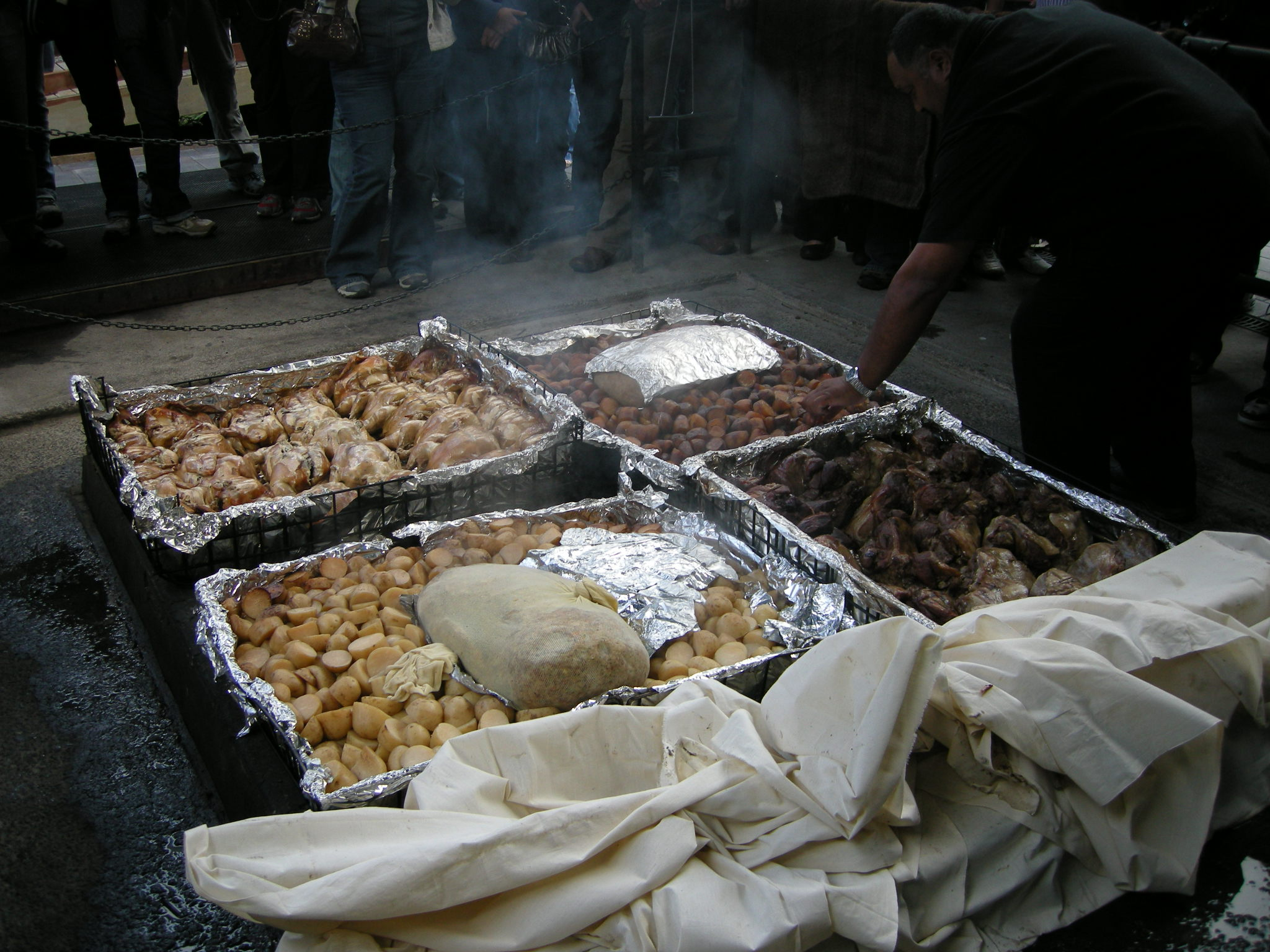
příprava maorského hāngi

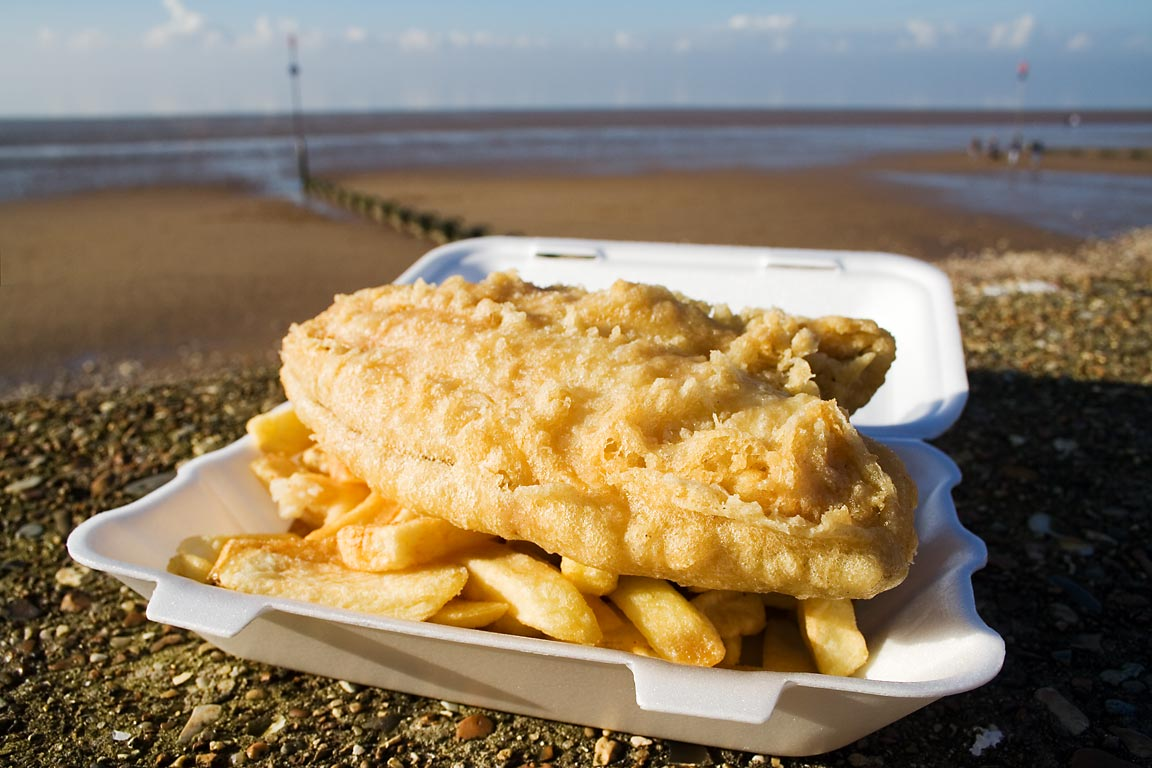
Fish and chips, oblíbené novozélandské jídlo původně z Anglie

Novozélandská kuchyně (anglicky New Zealand cuisine) je směsicí kuchyní obyvatel Nového Zélandu, mezi něž patří domorodí obyvatelé Maorové, potomci evropských kolonizátorů (Pākehā), i přistěhovalci, kteří pocházejí převážně z Asie, využívající lokální produkty, ke kterým patří zejména vinná réva, maso, mléčné výrobky a mořské plody.

## Maorská kuchyně
Maorové, domorodí obyvatelé Nového Zélandu, se tradičně živili hlavně rostlinami, jako jsou kapradinové výhonky (pikopiko), batáty (kūmara), taro, mořskými řasam (karengo) a hmyzem. Jídelníček si doplňovali rybami, mořskými plody a také divokými ptáky. Jídlo tradičně připravovali, jako ostatní Polynésané, v zemní peci. Tento způsob přípravy se nazývá hāngi. Dnes je tento způsob přípravy potravin oblíbený po celém Novém Zélandu. Takto se dnes připravují hlavně brambory, batáty, kuřecí, vepřové a jehněčí maso či nádivka.  Boil-up, další maorské jídlo, je hustá polévka z vepřových kostí, batátů, dýně, divokých rostlin (potočnice lékařská) a jiné zeleniny. 

## Kuchyně Pākehā
Pākehā je maorský výraz pro obyvatele Nového Zélandu, kteří jsou evropského původu. Jedná se hlavně o první kolonizátory a jejich potomky, kteří jsou převážně britského a irského původu. Ti jednak přinesli nové suroviny, které obohatily maorskou kuchyni (pšenice, dýně, brambory, nové druhy sladkých brambor, vepřové, jehněčí), a zároveň se zde snažili šířit své pokrmy, které jsou dnes součástí moderní novozélandské kuchyně. Pākehā zde začali připravovat čaj, pivo a různé druhy Brity oblíbeného pečiva, kupříkladu scones (čajové koláčky). 
Britský vliv vykazují i jiná, na Novém Zélandu oblíbená jídla, například fish and chips nebo různé koláče (pies) nadívané masem.

## Současný stav
Jak již bylo řečeno, novozélandská kuchyně v sobě mísí prvky tradiční maorské kuchyně, jídla a suroviny evropských kolonizátorů (Pākehā), přistěhovalců z Asie (indická, thajská, malajská, čínská nebo japonská kuchyně) a také jídla pocházející původně z Austrálie.
Novozélandská kuchyně využívá zejména obilniny, mořské plody a ryby (ryby Parapercis colias, Pagrus auratus, hoki, červenice atlantská, losos, dále mlže Paphies ventricosa a Bluff oyster, zelené mušle Perna canaliculus a raky). jehněčí, vepřové a hovězí maso, drůbež, mléčné výrobky, různé druhy zeleniny (brambory, batáty, dýně atd.), ovoce (kiwi, vinná réva, tamarilo). 
K oblíbeným pokrmům patří fish and chips, barbecue (jehněčí, mořské plody, hovězí) či maso a zelenina připravené tradiční maorskou metodou v zemní peci - hāngi , dezerty pocházející z Nového Zélandu (pavlova, Afghan biscuit, hokey pokey ice cream), původně australská jídla, například lamington či vegemite či tradiční asijská jídla (suši, pad thai).